# Ritzerauer Hofsee und Duvenseebachniederung

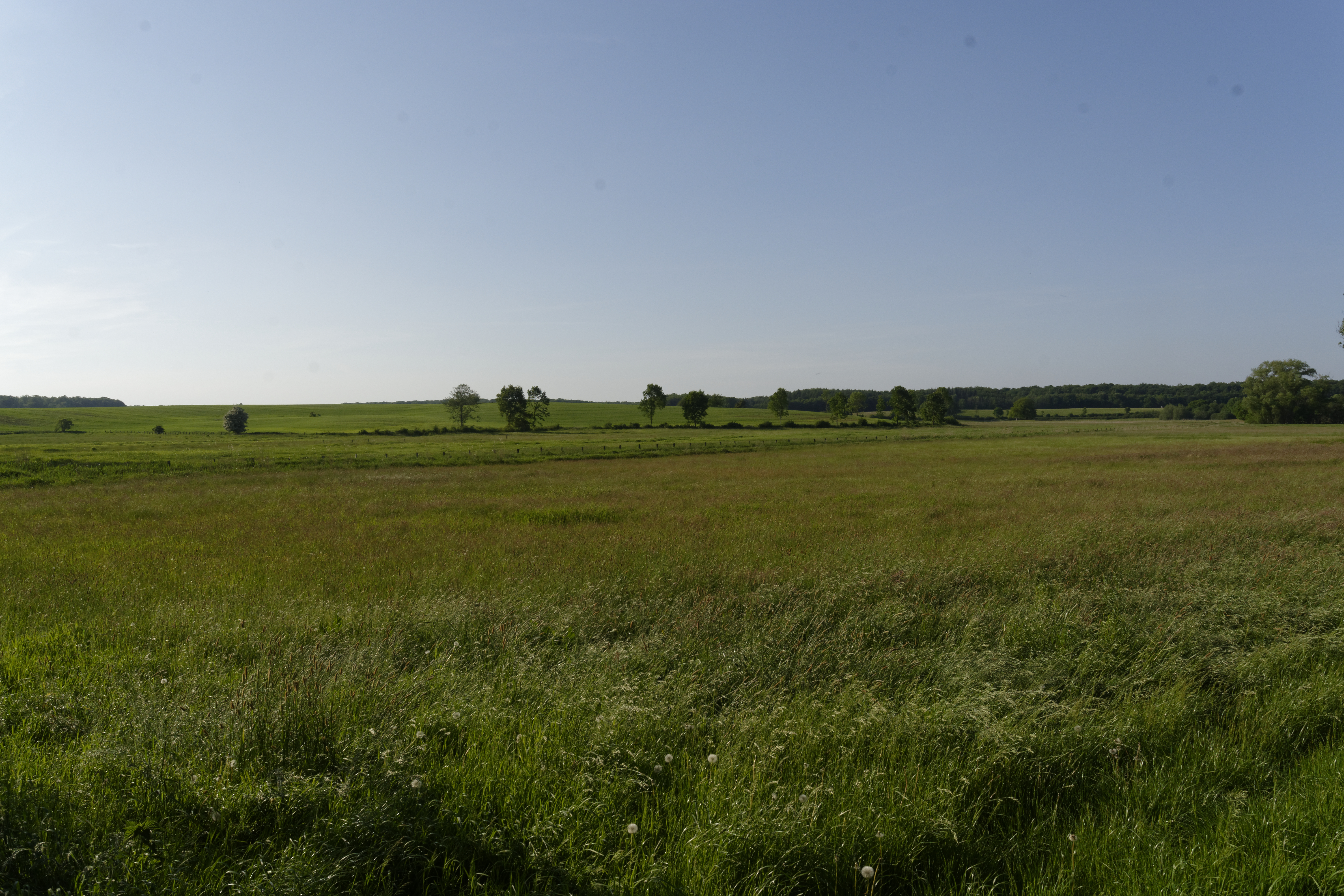

Ritzerauer Hofsee und Duvenseebachniederung ist ein Naturschutzgebiet in den schleswig-holsteinischen Gemeinden Nusse, Ritzerau und Duvensee im Kreis Herzogtum Lauenburg.
Das rund 132 Hektar große Naturschutzgebiet ist unter der Nummer 191 in das Verzeichnis der Naturschutzgebiete des Ministeriums für Landwirtschaft, Umwelt und ländliche Räume eingetragen. Es wurde zum 30. Juli 2004 ausgewiesen (Datum der Verordnung: 30. Juni 2004). Ein rund 81 Hektar großer Teil des Naturschutzgebietes ist Bestandteil des EU-Vogelschutzgebietes „Waldgebiete in Lauenburg“. Zuständige untere Naturschutzbehörde ist der Kreis Herzogtum Lauenburg.
Das Naturschutzgebiet liegt nordwestlich von Mölln in einem Endmoränengebiet. Es stellt die Duvenseebachniederung mit ihren Talhängen und den Ritzerauer Hofsee in einem eiszeitlichen Rinnensystem zwischen der Landesstraße 199 bei Duvensee und der Ortslage von Nusse unter Schutz. Die Duvenseebachniederung stellt sich dabei überwiegend als offene Landschaft mit Grünland dar, die früher teilweise durch den Duvensee eingenommen wurde. Nachdem dieser Anfang der 1970er Jahre entwässert worden war, schnitt sich der Duvenseebach tiefer in das Gelände ein. Durch den Ritzerauer Hofsee wurde eine Abflussrinne gebaggert, wodurch dieser verlandete und so heute erheblich kleiner als früher ist. Die Verlandungszonen werden vielfach durch Röhricht und Gehölzaufwuchs eingenommen. Die Hangbereiche im Norden des Naturschutzgebietes sind teilweise bewaldet.
Teile der Flächen der Duvenseebachniederung gehören der Stiftung Naturschutz Schleswig-Holstein und der Fielmann AG. Sie werden weiter extensiv bewirtschaftet, um die offene Niederung zu erhalten. Das Naturschutzgebiet ist Lebensraum und Rückzugsgebiet u. a. für Sumpfdotterblume, Sumpflabkraut, Einblütiges Perlgras, Schattenblümchen, Sprosser, Teich- und Sumpfrohrsänger, Neuntöter, Mittelspecht und Kranich.
Das Naturschutzgebiet wird von Natur Plus e. V. Panten betreut.